# 足立亘
足立 亘（あだち わたる、1968年1月8日 - ）は、鳥取県米子市出身の元プロ野球選手（投手）。右投左打。

## 来歴・人物
境高では2年生時から控え投手として起用され、1984年の夏の甲子園県予選準決勝では米子商業高に完投勝ち。決勝はエース安部伸一（三菱重工三原）が米子工業高を抑え夏の甲子園への出場を決める。1回戦で法政一高と対戦。安部が延長10回2死まで無安打と好投、しかし末野芳樹にサヨナラ本塁打を喫し敗退。この試合は右翼手として出場した。2年秋からエースとなり秋季県大会を制覇。秋季中国大会に進むが、準々決勝（初戦）で関西高に0－1で敗退、翌1985年春の選抜出場を逃した。期待された3年夏は故障に苦しみ、県予選で鳥取商業高に4－7で敗れ、甲子園出場はならなかった。高校の1年上に二塁手の松田和久がいる。
1985年のプロ野球ドラフト会議で広島東洋カープから5位指名を受け入団。
ルーキーだった1986年、ウエスタン・リーグで7連勝を記録した。同年秋の教育リーグでボー・ジャクソンを3打席連続三振に切って取り、注目された。1989年は1A・ペニンシュラ・パイロッツに野球留学した。同年10月に一軍へ上がる。1991年には4月からローテーションの一角を担い3勝1セーブを記録、リーグ優勝に貢献した。同年の西武ライオンズとの日本シリーズでも最終戦の8回裏で1イニングだけではあるが登板している。翌1992年も序盤の4試合で先発するが、その後は故障もあって登板機会に恵まれなかった。
1993年10月、金銭トレードで日本ハムファイターズに移籍。1994年は4試合の登板に終わり、同年限りで現役を引退した。

## 詳細情報

### 年度別投手成績
| 年 度    | 球 団    | 登 板 | 先 発 | 完 投 | 完 封 | 無 四 球 | 勝 利 | 敗 戦 | セ 丨 ブ | ホ 丨 ル ド | 勝 率 | 打 者 | 投 球 回 | 被 安 打 | 被 本 塁 打 | 与 四 球 | 敬 遠 | 与 死 球 | 奪 三 振 | 暴 投 | ボ 丨 ク | 失 点 | 自 責 点 | 防 御 率 | W H I P |
| -------- | -------- | ----- | ----- | ----- | ----- | -------- | ----- | ----- | -------- | ----------- | ----- | ----- | -------- | -------- | ----------- | -------- | ----- | -------- | -------- | ----- | -------- | ----- | -------- | -------- | ------- |
| 1989     | 広島     | 2     | 1     | 0     | 0     | 0        | 0     | 1     | 0        | --          | .000  | 46    | 11.0     | 7        | 0           | 9        | 0     | 1        | 10       | 1     | 0        | 4     | 3        | 2.45     | 1.45    |
| 1990     | 広島     | 2     | 0     | 0     | 0     | 0        | 0     | 0     | 0        | --          | ----  | 10    | 3.0      | 1        | 0           | 2        | 0     | 0        | 2        | 0     | 0        | 0     | 0        | 0.00     | 1.00    |
| 1991     | 広島     | 26    | 14    | 0     | 0     | 0        | 3     | 7     | 1        | --          | .300  | 382   | 90.1     | 72       | 10          | 52       | 1     | 4        | 82       | 1     | 0        | 43    | 38       | 3.79     | 1.37    |
| 1992     | 広島     | 4     | 4     | 0     | 0     | 0        | 1     | 2     | 0        | --          | .333  | 77    | 16.1     | 13       | 0           | 15       | 0     | 1        | 12       | 2     | 0        | 11    | 10       | 5.51     | 1.71    |
| 1994     | 日本ハム | 4     | 1     | 0     | 0     | 0        | 0     | 1     | 0        | --          | .000  | 51    | 10.0     | 12       | 0           | 6        | 0     | 3        | 6        | 2     | 0        | 9     | 9        | 8.10     | 1.80    |
| 通算:5年 | 通算:5年 | 38    | 20    | 0     | 0     | 0        | 4     | 11    | 1        | --          | .267  | 566   | 130.2    | 105      | 10          | 84       | 1     | 9        | 112      | 6     | 0        | 67    | 60       | 4.13     | 1.45    |

### 記録
- 初登板：1989年10月8日、対横浜大洋ホエールズ（横浜スタジアム）24回戦、3回裏に2番手で救援登板、5回無失点
- 初奪三振：同上、4回裏にカルロス・ポンセから
- 初先発：1989年10月17日、対横浜大洋ホエールズ25回戦（広島市民球場）、6回4失点（自責点3）で敗戦投手
- 初勝利：1991年6月1日、対ヤクルトスワローズ5回戦（柏崎市佐藤池球場）、5回裏に3番手で救援登板、4回無失点
- 初先発勝利：1991年8月11日、対阪神タイガース14回戦（広島市民球場）、8回2/3を1失点
- 初セーブ：1991年9月8日、対読売ジャイアンツ24回戦（東京ドーム）、9回裏に6番手で救援登板・完了、1回無失点

### 背番号
- 63（1986年）
- 22（1987年 - 1993年）
- 54（1994年）